# 아파레시다지고이아니아

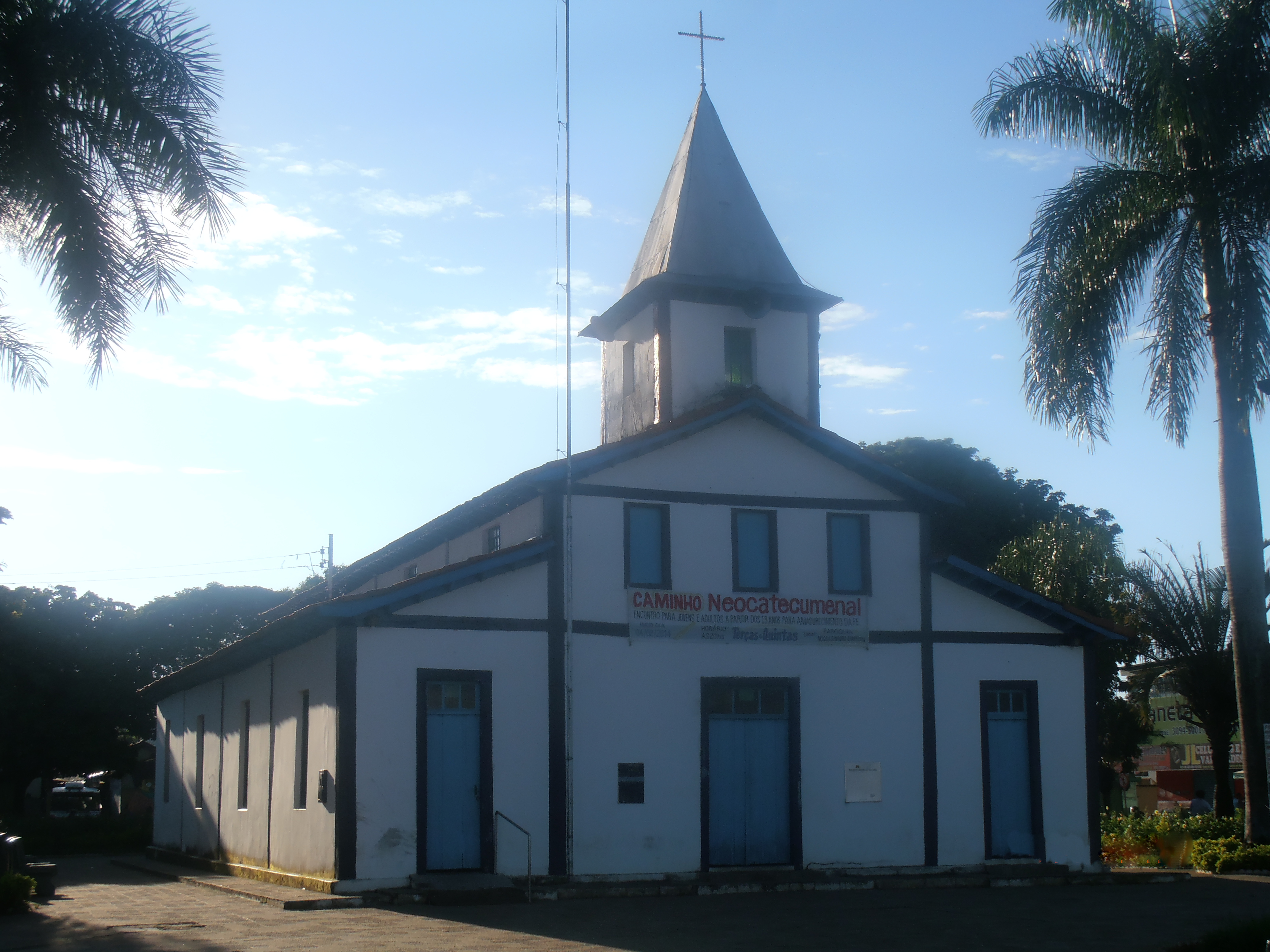

아파레시다지고이아니아(포르투갈어: Aparecida de Goiânia)는 브라질 고이아스주의 도시로 면적은 290.1km2, 높이는 808m, 인구는 504,280명(2012년 기준), 인구 밀도는 1,700명/km2이다. 고이아스 주에서 두 번째로 큰 도시이다.